# ریچارد ئی. پارکر
ریچارد ئی. پارکر (به انگلیسی: Richard E. Parker) سناتور سابق عضو حزب دموکرات ایالات متحده آمریکا بود. وی در سال ۱۸۳۶ تا ۱۸۳۷ میلادی سناتور ایالت ویرجینیا در سنای ایالات متحده آمریکا بود.